# باغستان سفلي
باغستان سفلي (بالفارسية: باغستان سفلی) هي مستوطنة تقع في Baghestan Rural District في إيران. يقدر عدد سكانها بـ 610 نسمة .